# 各務原市景観重要建造物
各務原市景観重要建造物（かかみがはらしけいかんじゅうようけんぞうぶつ）は、岐阜県各務原市が景観法に基づいて指定した景観重要建造物である。各務原市は2006年（平成18年）12月1日に東海4県で初めて景観重要建造物の指定を行い、2015年（平成27年）3月18日時点で15件を指定している。

## 一覧

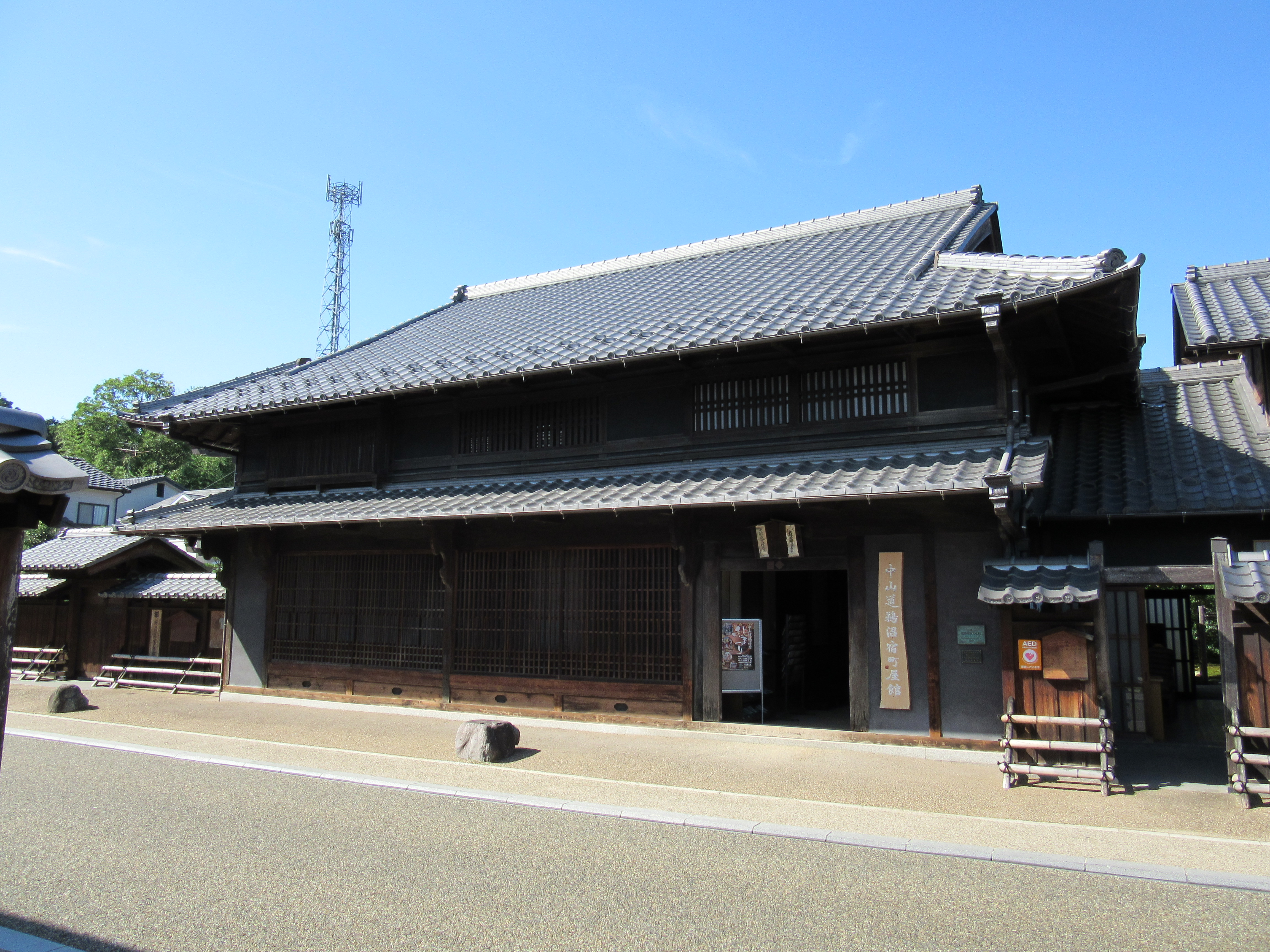
中山道鵜沼宿町屋館

| 指定番号 | 名称                          | 指定年月日      | 所在地                        | 備考                                     |
| -------- | ----------------------------- | --------------- | ----------------------------- | ---------------------------------------- |
| 第1号    | 坂井家住宅 主屋               | 平成18年12月1日 | 各務原市鵜沼西町1丁目532番地  | 平成18年3月27日に登録有形文化財に登録。  |
| 第2号    | 坂井家住宅 門および塀         | 平成18年12月1日 | 各務原市鵜沼西町1丁目532番地  | 平成18年3月27日に登録有形文化財に登録。  |
| 第3号    | 坂井家住宅 土蔵               | 平成18年12月1日 | 各務原市鵜沼西町1丁目532番地  | 平成18年3月27日に登録有形文化財に登録。  |
| 第4号    | 菊川酒造 本蔵                 | 平成18年12月1日 | 各務原市鵜沼西町1丁目543番地  | 平成19年5月15日に登録有形文化財に登録。  |
| 第5号    | 菊川酒造 豆蔵                 | 平成18年12月1日 | 各務原市鵜沼西町1丁目543番地  | 平成19年5月15日に登録有形文化財に登録。  |
| 第6号    | 菊川酒造 一号倉庫・二号倉庫   | 平成18年12月1日 | 各務原市鵜沼西町1丁目543番地  | 平成19年5月15日に登録有形文化財に登録。  |
| 第7号    | 安田家住宅 主屋               | 平成19年3月15日 | 各務原市鵜沼西町1丁目528番地  | 平成19年5月15日に登録有形文化財に登録。  |
| 第8号    | 梅田家住宅 主屋               | 平成19年5月30日 | 各務原市鵜沼西町1丁目529番地  | 平成18年3月27日に登録有形文化財に登録。  |
| 第9号    | 梅田家住宅 離れ               | 平成19年5月30日 | 各務原市鵜沼西町1丁目529番地  | 平成18年3月27日に登録有形文化財に登録。  |
| 第10号   | 中山道鵜沼宿町屋館 主屋       | 平成20年4月1日  | 各務原市鵜沼西町1丁目116番地3 |                                          |
| 第11号   | 中山道鵜沼宿町屋館 付属棟     | 平成20年4月1日  | 各務原市鵜沼西町1丁目116番地3 |                                          |
| 第12号   | 中山道鵜沼宿町屋館 離れ       | 平成20年4月1日  | 各務原市鵜沼西町1丁目116番地3 |                                          |
| 第13号   | 茗荷屋梅田家住宅 主屋         | 平成20年5月1日  | 各務原市鵜沼西町1丁目530番地  | 平成18年11月29日に登録有形文化財に登録。 |
| 第14号   | 茗荷屋梅田家住宅 離れおよび塀 | 平成20年5月1日  | 各務原市鵜沼西町1丁目530番地  | 平成18年11月29日に登録有形文化財に登録。 |
| 第15号   | 茗荷屋梅田家住宅 土蔵         | 平成20年5月1日  | 各務原市鵜沼西町1丁目530番地  | 平成18年11月29日に登録有形文化財に登録。 |